# Hayalim Almonim
Hayalim Almonim (hebräisch חַיָּלִים אַלְמוֹנִים; deutsch: Anonyme Soldaten) ist ein Gedicht, das von Avraham Stern geschrieben wurde und auch als inoffizielle Hymne der zionistischen Organisation Irgun und später der radikal-zionistischen Lechi war.

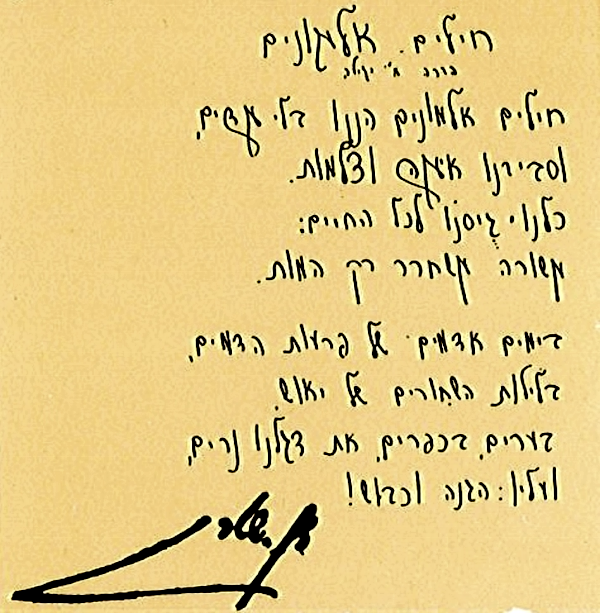
Das Gedicht

## Entstehung
Erstmals wurde das Gedicht im Jahr 1932 in der zweiten Ausgabe der Hametzuda veröffentlicht. Sofort wurde das Gedicht zur inoffiziellen Hymne der Irgun, wobei sie als solche zuerst bei der Abschlussfeier für die Leutnanten der Irgun in Jerusalem gesungen wurde. Später wurde das Gedicht bei Paraden und zu anderen offiziellen Anlässen gesungen. Die Melodie wurde von Avraham Sterns Freundin und zukünftiger Ehefrau Roni komponiert.
Ursprünglich verfasste Avraham Stern seine Gedichte auf Russisch, wechselte aber in den 1930er Jahren für bessere Oden in die hebräische Sprache. Unter anderem ließ er sich bei seinen Gedichttexten von den Lyrikern Majakowski und Jessenin inspirieren. Während seiner Zeit auf der Hebräischen Universität machte er sich frei aus seiner Phantasie ein Bild von der Irgun, was auch seine Vorstellungen und Erwartungen von dieser prägte. Seine Vorstellungen der Irgun gaben an, dass er sich unter dieser und ihren Mitgliedern eine Organisation vorgestellt habe, die in Selbstaufopferung und Leiden geschult sei.
Das Gedicht spiegelt auch die nationalistischen und freiheitssehnenden Einstellungen und Wünsche von Avraham Stern wider.

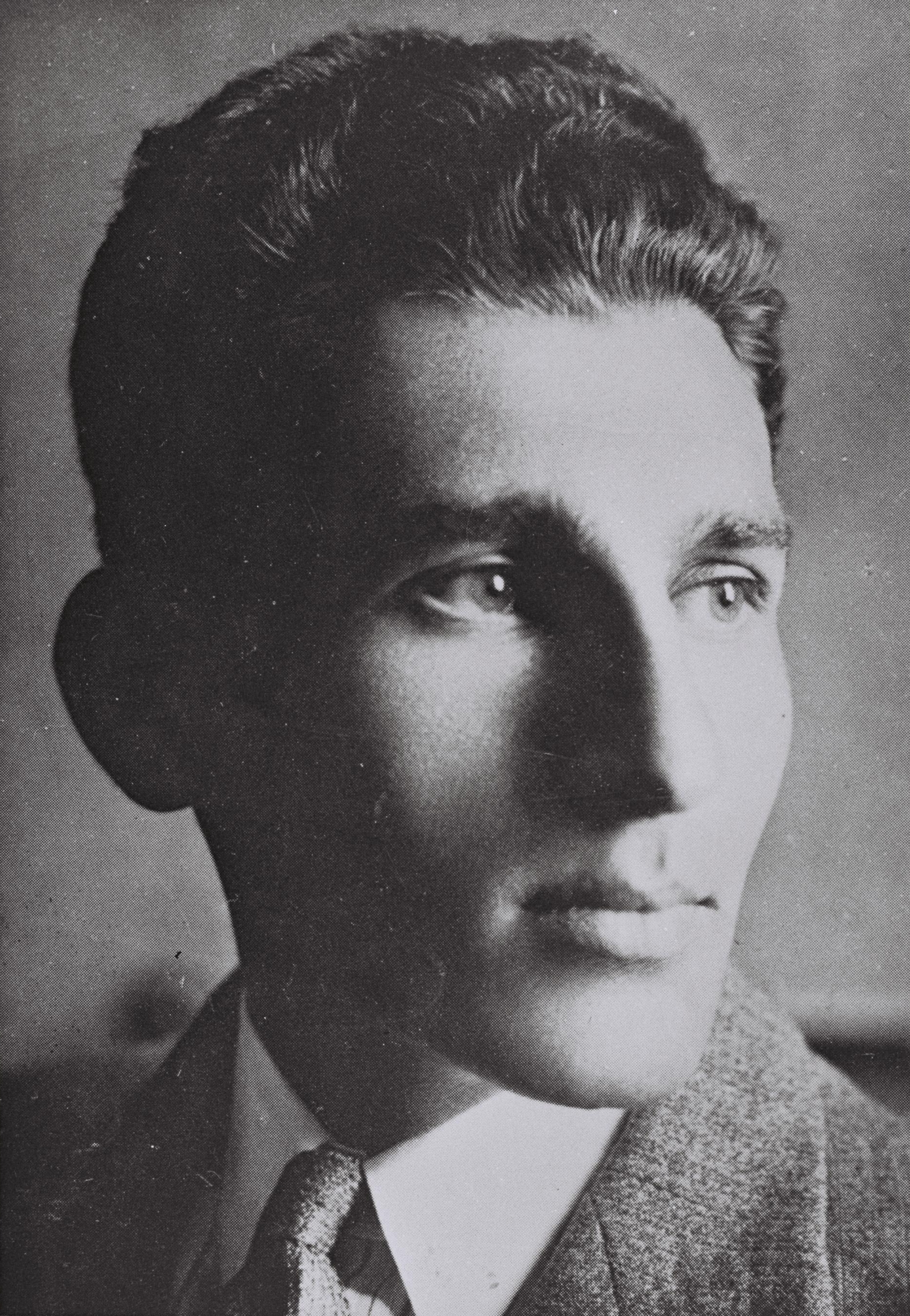
Avraham Stern

## Liedtext
Die deutsche Version dieses Gedichtes ist eine Übersetzung der englischen Version.
| Hebräischer Text                                                                                         | Sefardische Transliteration | Deutscher Text |
| --- | --- | --- |
| חַיָּלִים אַלְמוֹנִים הִנְנוּ, בְּלִי מַדִּים, וּסְבִיבֵנוּ אֵימָה וְצַלְמָוֶת. כֻּלָּנוּ גֻיַּסְנוּ לְכָל הַחַיִּים: מִשּׁוּרָה מְשַׁחְרֵר רַק הַמָּוֶת.            | Chayalim almonim hinenu, beli maddim, Usevivenu eimah vetzalmavet. Kullanu gyasnu lechol hachayim; Mishurah meshachrer rak hammavet.       | Wir sind die anonymen Soldaten ohne Uniformen, Umgeben von Angst und dem Schatten des Todes. Wir sind alle für das Leben eingezogen worden; Aus diesen Rängen wird nur der Tod uns befreien.                  |
| בְּיָמִים אֲדֻמִים שֶׁל פְּרָעוֹת וְדָמִים, בַּלֵּילוֹת הַשְׁחוֹרִים שֶׁל יֵאוּשׁ, בֶּעָרִים, בַּכְּפָרִים אֶת דִּגְלֵנוּ נָרִים, וְעָלָיו: הֲגָנָה וְכִבּוּש!      | Beyamim adumim shel pera'ot vedamim, Balleilot hashchorim shel ye'ush, Be'arim, bakkefarim et diglenu narim, Ve'alav haganah vechibbush!   | An den roten Tagen aus Unruhen und Blut, In den dunklen Nächten der Verzweiflung, In den Städten und den Dörfern werden wir unsere Fahnen erheben, Auf denen „Verteidigung und Eroberung“ geschrieben stehen! |
| לֹא גֻיַּסְנוֹ בַּשּׁוֹט כַּהֲמוֹן עֲבָדִים, כְּדֵי לִשְׁפֹּךְ בַּנֵּכָר אֶת דָּמֵנוּ. רְצוֹנֵנוּ: לִהְיוֹת לְעוֹלָם בְּנֵי-חוֹרִין! חֲלוֹמֵנוּ: לָמוּת בְּעַד אַרְצֵנוּ! | Lo gyasno bashot kahamon avadim, Kedei lishpoch bannechar et damenu. Retzonenu lihyot le'olam benei-chorin! Chalomenu lamut be'ad artzenu! | Wir werden nicht wie Sklaven von der Peitsche eingezogen, Um unser Blut in fremden Ländern zu verschütten. Unser Wunsch: auf ewig ein freies Volk zu sein! Unser Traum: für unsere Nation zu sterben!         |
| בְּיָמִים אֲדֻמִים שֶׁל פְּרָעוֹת וְדָמִים, בַּלֵּילוֹת הַשְׁחוֹרִים שֶׁל יֵאוּשׁ, בֶּעָרִים, בַּכְּפָרִים אֶת דִּגְלֵנוּ נָרִים, וְעָלָיו: הֲגָנָה וְכִבּוּש!      | Beyamim adumim shel pera'ot vedamim, Balleilot hashchorim shel ye'ush, Be'arim, bakkefarim et diglenu narim, Ve'alav haganah vechibbush!   | An den roten Tagen aus Unruhen und Blut, In den dunklen Nächten der Verzweiflung, In den Städten und den Dörfern werden wir unsere Fahnen erheben, Auf denen „Verteidigung und Eroberung“ geschrieben stehen! |
| וּמִכָּל עֲבָרִים רִבֲבוֹת מִכְשׁוֹלִים שָׂם גּוֹרָל אַכְזָרִי עַל דַּרְכְּנוּ; אַךְ אֹויְבִים, מְרַגְּלִים וּבָתֵּי-אֲסוּרִים לֹא יוּכְלוּ לַעֲצֹר בַּעֲדֵנוּ.      | Umikkal avarim rivavot michsholim Sam goral achzari al darkenu; 'Ach ovyvim, meraggelim uvattei-'asurim Lo yuchelu la'atzor ba'adenu.      | Aus allen Richtungen, zehntausende Hindernisse Grausame Schicksale haben unsere Wege geprägt; Aber Feinde, Spione und Gefängnisse Werden uns nicht aufhalten können.                                          |
| בְּיָמִים אֲדֻמִים שֶׁל פְּרָעוֹת וְדָמִים, בַּלֵּילוֹת הַשְׁחוֹרִים שֶׁל יֵאוּשׁ, בֶּעָרִים, בַּכְּפָרִים אֶת דִּגְלֵנוּ נָרִים, וְעָלָיו: הֲגָנָה וְכִבּוּש!      | Beyamim adumim shel pera'ot vedamim, Balleilot hashchorim shel ye'ush, Be'arim, bakkefarim et diglenu narim, Ve'alav haganah vechibbush!   | An den roten Tagen aus Unruhen und Blut, In den dunklen Nächten der Verzweiflung, In den Städten und den Dörfern werden wir unsere Fahnen erheben, Auf denen „Verteidigung und Eroberung“ geschrieben stehen! |
| וְאִם אֲנַחְנוּ נִפֹּל בָּרְחוֹבוֹת, בַּבָּתִּים, וִיקַבְּרוּנוּ בַּלַּיְלָה בַּלָּאט, בִּמְקוֹמֵנוּ יָבוֹאוּ אַלְפֵי אֲחֵרִים לִלְחֹם וְלִכְבֹּשׁ עֲדֵי עַד.           | Im anachnu nipol ba’rchovot, ba’batim, Yikabrunu ba’laila balat; Bimkomeinu yavo’u alfei acheirim Lilchom ve’lichbosh adei-ad.             | Wenn wir in den Straßen und den Häusern fallen werden, Wird man uns in der Stille der Nacht begraben; An unserer statt werden Tausende kommen, Um ewig zu kämpfen und zu erobern.                             |
| בְּיָמִים אֲדֻמִים שֶׁל פְּרָעוֹת וְדָמִים, בַּלֵּילוֹת הַשְׁחוֹרִים שֶׁל יֵאוּשׁ, בֶּעָרִים, בַּכְּפָרִים אֶת דִּגְלֵנוּ נָרִים, וְעָלָיו: הֲגָנָה וְכִבּוּש!      | Beyamim adumim shel pera'ot vedamim, Balleilot hashchorim shel ye'ush, Be'arim, bakkefarim et diglenu narim, Ve'alav haganah vechibbush!   | An den roten Tagen aus Unruhen und Blut, In den dunklen Nächten der Verzweiflung, In den Städten und den Dörfern werden wir unsere Fahnen erheben, Auf denen „Verteidigung und Eroberung“ geschrieben stehen! |
| בְּדִמְעַת-אִמָּהוֹת שַׁכֻּלּוֹת מִבָּנִים, וּבְדַם תִּינוֹקוֹת טְהוֹרִים, כִּבְמֶלֶט נַדְבִּיק הַגּוּפוֹת לִלְבֵנִים וּבִנְיַן הַמּוֹלֶדֶת נָקִים!               | Be’dim’ot imahot shkulot mi’banim, U’va’dam tinokot t’horim, K’va’melet nadbik ha’gufot lil’veinim U’vinyan ha’moledet nakimmaddim!        | Und mit den Tränen der trauernden Mütter, Und mit dem Blut von unschuldigen Kindern, Wie Zement werden wir unsere Körper als Bausteine verwenden, Um die Struktur der Heimat zu etablieren!                   |